# Corinth (Teksas)
Corinth – miasto w Stanach Zjednoczonych, w stanie Teksas, w hrabstwie Denton, leżące na przedmieściach Dallas.
Nazwę otrzymało w 1880 roku, prawa miejskie zaś osiemdziesiąt lat później.

## Demografia
Według przeprowadzonego przez United States Census Bureau spisu powszechnego w 2010 roku miasto liczyło 19 935 mieszkańców. Natomiast skład etniczny w mieście wyglądał następująco: Biali 84,7%, Afroamerykanie 5,7%, Azjaci 2,7%, pozostali 6,9%.